# فيزياء حيوية
الفيزياء الحيوية هي أحد الاختصاصات المتداخلة التي تعمل على تطبيق نظريات ومناهج الفيزياء على مسائل ومعضلات ضمن علم الأحياء.
أبحاث الفيزياء الحيوية تلخص الكثير من الدراسات البيولوجية التي لا تتشارك بصفة مميزة أو عامل مشترك، ولا حتى موضوع موحد أو تعريفات واضحة ومختصرة. تتضمن دراسات الفيزياء الحيوية مجالا واسعا يضم من تحليل المتتاليات sequence analysis إلى الشبكات العصبونية neural network. من الدراسات القديمة أيضا للبيوفيزياء تصنيع أطراف ميكانيكية للإنسان وآلات نانوية وحتى تنظيم الوظائف البيولوجية بطرق مختلفة لكن العديد من هذه الدراسات حاليا استقل وحده فيما يعرف بالتقانة النانوية والهندسة الحيوية.

## الحقول العلمية المشتركة
غالباً لا يكون للفيزياء الحيوية قسم خاص في المستوى الجامعي، لكنها تكون موجودة ضمن مجموعة مشتركة من الحقول العلمية مثل علم الأحياء الجزيئي , والكيمياء الحيوية , والطب , و علم وظائف الأعضاء ، وعلم الأعصاب ، والصيدلة، وتتداخل معها علوم أخرى غير حيوية مثل الفيزياء ، و علوم الحاسب , والكيمياء متعلقة بها . والقائمة التالية هي عبارة عن أمثلة لكيفية تقديم كل قسم جهودها لدراسة الفيزياء الحيوية. بالكاد تكون هذه القائمة شاملة لكل الأقسام. لا يوجد هناك قسم يدرس الفيزياء الحيوية بشكل حصري. كما أن كل قسم يقوم بدوره كما أن هناك الكثير من التداخل لجميع الأقسام.
- علم الأحياء وعلم الأحياء الجزيئي - تقريباً كل جهود الفيزياء الحيوية متمركزة في هذا القسم من الدراسة. ومنها: تنظيم الجين gene regulation, ديناميكا البروتين الفردي، علم الطاقة الحيوي, التقاط رقعي, والميكانيكا الحيوية.
- علم الأحياء البنيوي Structural biology - بنية الانحلال الإنغسترومي للبروتينات، والحموض النووية، والليبيدات, والكربوهيدرات، والبنى الأخرى المعقدة.
- الكيمياء الحيوية والكيمياء - البنية الجزيئية الحيوية، والرنا القصير المتداخل siRNA, وبنية الحمض النووي، وعلاقة بنية العلاج بنشاطه.
- علوم الحاسب - الشبكات العصبونية، وقاعدة البيانات للجزيئات الحيوية والأدوية.
- كيمياء حاسوبية - محاكاة الديناميكا الجزيئية, والإقحام الجزيئي, والكيمياء الكمومية
- معلوماتية حيوية - التراصف التسلسلي, والتراصف البنيوي, والتنبؤ بالبنية البروتينية
- رياضيات - نظرية المخططات/الشبكات، ونمذجة السكانية، والأنظمة الديناميكية، وعلم الوراثة العرقي.
- الطب وعلم الأعصاب - التعامل مع الشبكات العصبونية (بتجزئة الدماغ) تجريبياً بالإضافة إلى (النماذج الحاسوبية) نظرياً, والسماحية الغشائية، والعلاج الجيني، وفهم الأورام السرطانية.
- الصيدلة والفيزيولوجيا - علم الأحياء القنوي channel biology, وتآثرات الجزيئات الحيوية، والأغشية الخلوية، وعديدة الكيتايدات polyketides.
- فيزياء - طاقة الجزيء الحيوي الحرة، والتفاعلات العشوائية، وديناميكا التغطية.
- الزراعة وعلم الزراعة

العديد من التقنيات الفيزيائية الحيوية تعتبر فريدة من نوعها في هذا الحقل العلمي. تبدأ جهود الأبحاث في الفيزياء الحيوية غالباً من قبل العلماء الين كانوا فيزيائيين وأحيائيين وكيميائيين تقليديين تمت تدريبهم على ذلك.

## مواضيع في الفيزياء الحيوية وتطبيقاتها
- فيزياء حيوية نظرية
- فيزياء حيوية رياضياتية
- علم أحياء الأنظمة
- فيزياء حيوية طبية Medical biophysics
- فيزياء زراعية Agrophysics
- أصل الحياة

فيزياء حيوية جزيئية
- غشاء حيوي
- غشاء الخلية Cell membrane
- علم الطاقة الحيوي Bioenergetics
- القنوات، المستقبلات عبر-غشائية والنواقل
- حركيات الانزيم Enzyme kinetics
- محرك جزيئي Molecular motors
- فوسفوليبيدات Phospholipids
- بروتينات
- بيوفيلم Biofilm
- تجمعات جزيئية فائقة Supramolecular assemblies
- حمض نووي

فيزياء حيوية خلوية
- انقسام الخلية Cell division
- هجرة الخلية Cell migration
- تأشير الخلية Cell signalling
- أنظمة ديناميكية Dynamical systems
- فيزيولوجيا كهربائية Electrophysiology
- التأشير الحيوي
- نظرية الأنظمة الكيميائية الحيوية
- تحليل التحكم الأيضي Metabolic control analysis

تقنيات مستعملة في الفيزياء الحيوية
- مجهر القوة الذرية Atomic force microscopy
- فوتونيات حيوية Biophotonics
- حساس حيوي Biosensor وإلكترونيات حيوية Bioelectronics
- تصوير الكالسيوم Calcium imaging
- مسعر Calorimetry
- لونانية دورانية Circular Dichroism
- علم الأحياء القري Cryobiology
- فيزيولوجيا كهربائية Electrophysiology
- فلورية Fluorescence
- مجهرية Microscopy
- تصوير عصبي Neuroimaging
- مطيافية صدى سبين النيوترون Neutron spin echo spectroscopy
- التقاط رقعي Patch clamping
- مطيافية الرنين المغناطيسي النووي Nuclear Magnetic Resonance Spectroscopy
- مطيافية Spectroscopy، تصوير imaging، الخ.
- تصوير بللوري بأشعة-إكس x-ray crystallography

أخرى
- تنقل الحيوانات Animal locomotion
- صوتيات حيوية Bioacoustics
- ميكانيكا حيوية Biomechanics
- تمعدن حيوي Biomineralisation
- بيونيك Bionics
- نظرية التطور
- خوارزميات تطورية Evolutionary algorithms
- حوسبة تطورية Evolutionary computing
- نظرية تطورية Evolutionary theory
- علم الأحياء الثقالي Gravitational biology
- علم الأحياء الرياضياتي Mathematical biology
- تخلق تشكيلي أو علم التشكل Morphogenesis
- العضلات وقابلية التقلص contractility
- إنتروبية سالبة Negentropy
- تشفير عصبي Neural encoding
- علم الأحياء الإشعاعي Radiobiology
- أنظمة حسية Sensory systems
- علم اعصاب الأنظمة Systems neuroscience
- الانشدادية Tensegrity
- علم الأحياء النظري Theoretical biology
- ترموديناميك بيولوجي Biological thermodynamics
- فيزياء حيوية ضوئية Photobiophysics
- علوم عصبية للأنظمة Systems neuroscience
- غشاء متعدد الكبريت Polysulphur membranes
- علم الأحياء الكمومي Quantum biology.

## فيزيائيون حيويون مشهورون
- لويغي غالفاني Luigi Galvani، مكتشف علم التأثيرات الكهربائية الحيوية
- هيرمان فون هولمهولتز Hermann von Helmholtz، أول من قاس سرعة نبض العصب nerve impulses; درس السمع والرؤية
- آلان هودجكن Alan Hodgkin & أندرو هكسلي Andrew Huxley، نظرية رياضية حول كيف يمكن لتدفق الأيونات أن تولد نبضات عصبية
- جورج فون بيكيسي Georg von Békésy، أبحاث حول الأذن البشرية
- بيرنارد كاتز Bernard Katz، اكتشاف كيفية عمل المشبك
- هرمان جي. مولر, اكتشف بأن أشعة أكس تسبب طفرات
- لينوس باولنغ وروبرت كوري, اكتشفا بنية كلاً من لولب ألفا وصفيحة بيتا في البروتينات
- فرتز البرت بوب Fritz-Albert Popp, الرائد في أبحاث الفوتونات الحيوية
- جون ديسموند بيرنال, قام بتصوير فيروسات النبات والبروتينات باستعمال تقنية التصوير البللوري بأشعة-إكس
- روزاليند فرانكلين, وموريس ويلكنز, وجيمس واتسون وفرنسيس كريك, هم رواد غي عمل التصوير البللوري للدنا وهم أيضاً مكتشفي الشفرة الجينية
- ماكس بيروتس وجون كندرو, هم الرواد في التصزير البللوري للبروتين
- ألان كورماك وغودفري هاونسفيلد, قاموا بتطوير التصوير الطبقي المحوسب
- بول لاوتربر وبيتر مانسفيلد, قاموا بتطوير تصوير بالرنين المغناطيسي

## فيزيائيون حيويون لامعون
- أدولف يوجين فيك Adolf Eugen Fick, واضع قانون فيك للانتشار وطريقة تحديد خرج القلب Cardiac output.
- هاوارد بيرغ Howard Berg, قام بوصف خواص الانجذاب الكيميائي البكتيري bacterial chemotaxis.
- ستيفن بلوك Steven Block, قام بملاحظة حركة الإنزيمات مثل الكاينزين kinesin وپوليميراز الرنا بواسطة الملقط الضوئي/البصري Optical tweezers.
- كارلوس بوستامانتي Carlos Bustamante, المعروف بأعماله في الفيزياء الحيوية أحادية-الجزيئي للمحركات الجزيئية وفي فيزياء البوليمرات الحيوية.
- ستيفن تشو Steven Chu, الحائز على جائزة نوبل في الفيزياء قام بتطوير تقنيات الألتقاط البصري التي تُستعمل من قبل الكثير من الفيزيائين الحيوين.
- فريدريش ديساور Friedrich Dessauer, الباحث في علوم الأشعاع، وخصوصاً أشعة إكس.
- جوليو فيرناندز Julio Fernandez.
- جون جوزيف هوبفيلد John Joseph Hopfield, كان يعمل على تصحيح الأخطأ في الأنتساخ Transcription وفي النقل، وفي نماذج الذاكرة الترابطية (شبكة هوبفيلد)
- مارتن كاربلس Martin Karplus, قام بأبحاث في المحاكاة الديناميكية الجزيئية للجزيئات الكبرية الحيوية.
- فرانكلين أوفنير Franklin Offner, هو بروفيسور فخري في جامعة نورث ويسترن في الفيزياء الحيوية، وفي الهندسة الطبية الحيوية وفي الإلكترونيات. قام بتطوير النموذج البدئي ل مخطط الدماغ الكهربائي ومخطط القلب الكهربائي المسمى بداينوغراف dynograph
- بينويت راوكس Benoît Roux
- ميخائيل فولكينشتاين Mikhail Volkenshtein, وريفاز دوغونادز Revaz Dogonadze وزوراب يوروشادزي Zurab Urushadze, هم مؤلفين النموذج (الفيزيائي) الميكانيكي-الكمومي الأول للتحفيز الإنزيمي، داعمةً للنظرية التي تقول بأن التحفيز الإنزيمي تستعمل التأثيرات الميكانيكية-الكمومية مثل نفق Quantum tunnelling.
- جون بي. وايكساو John P. Wikswo, قام بأبحاث في المغناطيسية الحيوية.biomagnetism
- دوعلاس واريك Douglas Warrick, متخصص في علم طيران الطيور (طيور الحمام وطيور الطنان).
- بالاجي في. إن Balaji V N, متخصص في علم الأحياء الحاسوبي.